# Krag–Jørgensen M/1894
Krag–Jørgensen M/1894 (även LångKrag) är ett norskkonstruerat repetergevär, med ursprungspatent från 1887 och ett antal följdpatent fram till 1895, som fått namn efter konstruktörerna Ole Herman Krag och Erik Jørgensen.

## Användning
Geväret var huvudvapen i både norska (6,5 × 55 mm) och danska (8x58R) armén fram till 1940, medan amerikanska armén använde vapnet under beteckningen Springfield Model 1892–99 i kaliber .30-40 Krag fram tills M1903 Springfield ersatte dem. LångKrag var ett populärt vapen i skyttetävlan, särskilt hos frivilligorganisationen Det frivillige Skyttervesen (motsvarande Frivilliga skytterörelsen i Sverige, vilken 2009 uppgick i Svenska skyttesportförbundet) som inrättades av Stortinget 1893, men efter att de nordiska skytteföreningarna 1990 godkänt Sauer 200 STR används K-J ytterst lite.

## Egenheter
Slutstycket har enbart en låsklack, placerad i undre framkant. De övriga klackarna är följare i kammekanismen som styr slutstyckets rörelser. Detta gav en för tiden osedvanlig mjuk rörelse vid manövrering.
Vidare laddas magasinet genom att lägga upp till fem patroner löst i lådan och stänga dörren, utan att behöva mata in dem enskilt mot fjädertryck.

## Vapentabell
| Land    | Modell                 | Längd     | Piplängd | Vikt     |
| ------- | ---------------------- | --------- | -------- | -------- |
| Danmark | Gevär 1889             | 1328 mm   | 832 mm   | 4,275 kg |
| Danmark | Karbin 1889            | 1100 mm   | 610 mm   | 3,96 kg  |
| Danmark | Prickskyttegevär 1928  | 1168 mm   | 675 mm   | 5,265 kg |
| Norge   | M1894 Gevär            | 1267,5 mm | 760 mm   | 4,221 kg |
| Norge   | M1895 & M1897 Karbin   | 1016 mm   | 520 mm   | 3,375 kg |
| Norge   | M1904 & M1907 Karbin   | 1016 mm   | 520 mm   | 3,78 kg  |
| Norge   | M1906 Boy's Karbin     | 986 mm    | 520 mm   | 3,375 kg |
| Norge   | M1912 Short Gevär      | 1107 mm   | 610 mm   | 3,96 kg  |
| Norge   | M1923 Prickskyttegevär | 1117 mm   | 610 mm   | 4,05 kg  |
| Norge   | M1925 Prickskyttegevär | 1117 mm   | 610 mm   | 4,455 kg |
| Norge   | M1930 Prickskyttegevär | 1220 mm   | 750 mm   | 5,157 kg |
| USA     | M1892 Gevär            | 1244,6 mm | 762 mm   | 4,221 kg |
| USA     | M1892 Karbin           | 1046,5 mm | 558,8 mm | 3,735 kg |
| USA     | M1896 Gevär            | 1244,6 mm | 762 mm   | 4,023 kg |
| USA     | M1896 Kadettgevär      | 1244,6 mm | 762 mm   | 4,05 kg  |
| USA     | M1896 Karbin           | 1046,5 mm | 558,8 mm | 3,488 kg |
| USA     | M1898 Gevär            | 1247,1 mm | 762 mm   | 4,05 kg  |
| USA     | M1898 Karbin           | 1046,5 mm | 558,8 mm | 3,51 kg  |
| USA     | M1899 Karbin           | 1046,5 mm | 558,8 mm | 3,542 kg |
| USA     | M1899 Constable Karbin | 1046,5 mm | 558,8 mm | 3,614 kg |